# Luís, Grande Condé
Luís II de Bourbon, conhecido como "o Grande Condé" (Paris, 8 de setembro de 1621 – Palácio de Fontainebleau, 11 de dezembro de 1686), era Príncipe de Condé, Duque de Bourbon, Duque de Enghien, Duque de Montmorency, Duque de Châteauroux, Duque de Bellegarde, Duque de Fronsac, Governador do Berry, Conde de Sancerre (1646–1686), Conde de Charolais (a partir de 1684), Par de França. General francês durante a Guerra dos Trinta Anos, foi um dos líderes da Fronda.

## Família
Filho do Príncipe Henrique II de Bourbon-Condé e de Carlota Margarida de Montmorency, Baronesa de Châteaubriant e de Derval, amante do Rei de França Henrique IV e madrinha do Rei Luís XIV.
Como os três primeiros filhos de Henrique II de Bourbon e de Carlota Margarida de Montmorency morreram ainda pequenos, Luís recebeu o título de «Duque de Enghien». Fez estudos sólidos com os Jesuítas em Bourges e, com a idade de 17 anos, passou a governar o Ducado de Borgonha em nome de seu pai.
Por razões políticas, Luís desposou, em 11 de fevereiro de 1641 Clara Clemência de Maillé-Brézé, Mademoiselle de Brézé, com apenas 13 anos de idade, filha de Urbano de Maillé e de Nicole du Plessis de Richelieu, irmã do Cardeal de Richelieu. Tiveram três filhos, tendo dois morrido na infância:
1. Henrique Júlio de Bourbon-Condé - Paris, 29 de julho de 1643 – 1 de abril de 1709)
2. Luís de Bourbon, Duque de Bourbon (Bordéus, 20 de setembro de 1652 – Bordéus, 11 de abril de 1653)
3. Mademoiselle de Bourbon (Breda, 12 de novembro de 1657 – Paris, 28 de setembro de 1660)

## Biografia

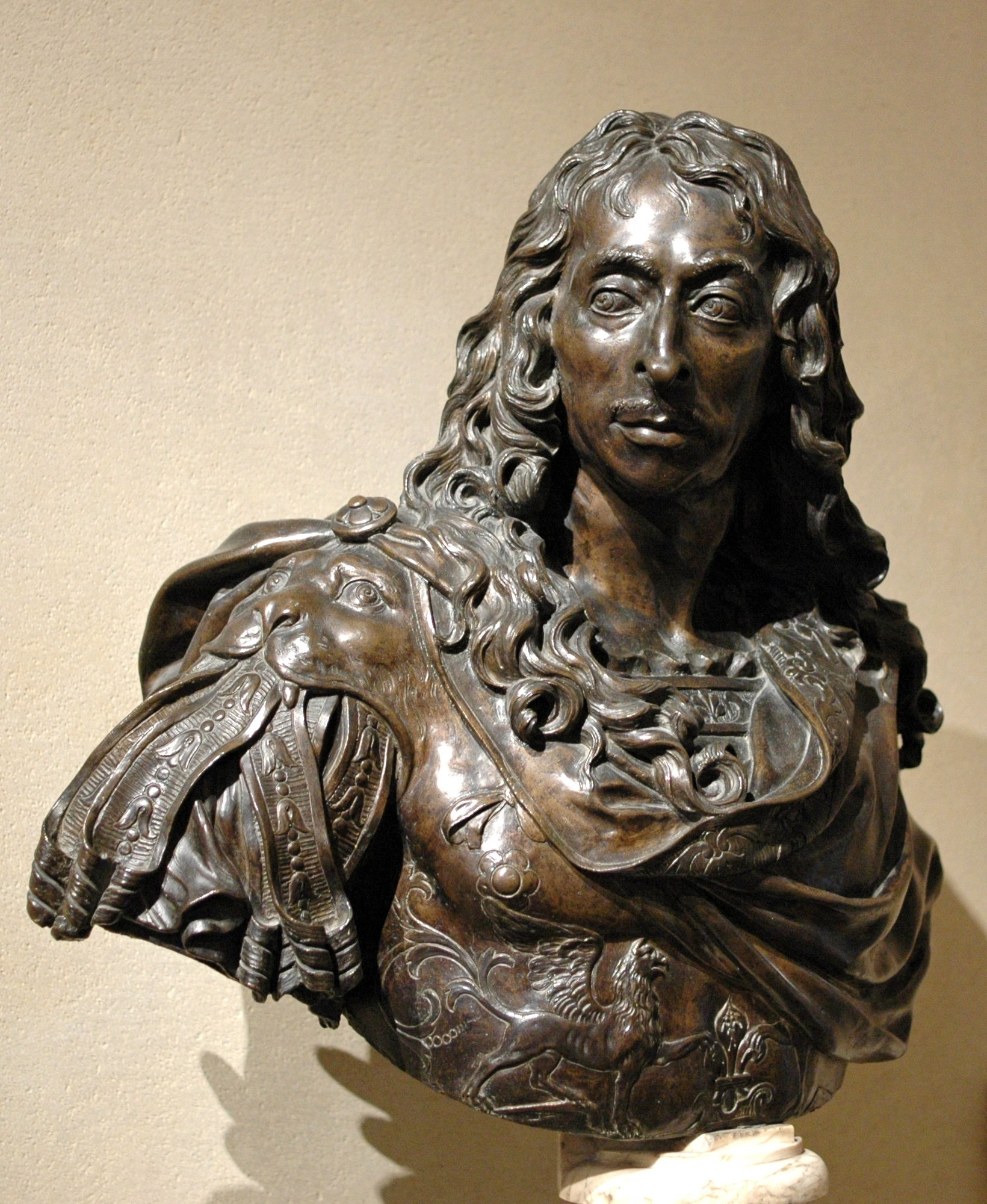
"Grande Condé" do escultor francês Antoine Coysevox em 1688 - Museu do Louvre

Luís demonstrou na carreira militar um gênio precoce. Após um início brilhante, recebeu, em 1643, aos 21 anos, o comando do exército da Picardia, sob as ordens do Marechal de L'Hôpital. Tratava-se de bloquear a rota da armada espanhola do Rei Filipe IV de Espanha, que sairá do Condado de Flandres para invadir a França.
Em 19 de Maio, cinco dias após a morte do Rei Luís XIII, Enghien consegue de maneira heroica a vitória na Batalha de Rocroi, quebrando assim a reputação de invencibilidade dos "Tercios Espagnols".
Foi a seguir enviado para o Reno, ao lado do Visconde de Turenne. Em 1644, derrotou os alemães na Batalha de Friburgo. Ganhou, junto com Turenne, a Batalha de Nördlingen, em 1645 contra Franz von Mercy (Guerra dos Trinta Anos). Em 1646, com a morte de seu pai, torna-se 4º Príncipe de Condé.
Tomou Dunquerque em 1646. Menos feliz na Catalunha, não consegue tomar Lérida mas, a seguir, consegue, no Condado de Artois, a vitória de Lens sobre o Arquiduque Leopoldo I do Sacro Império que leva à paz com o Império Germânico, em 1648.

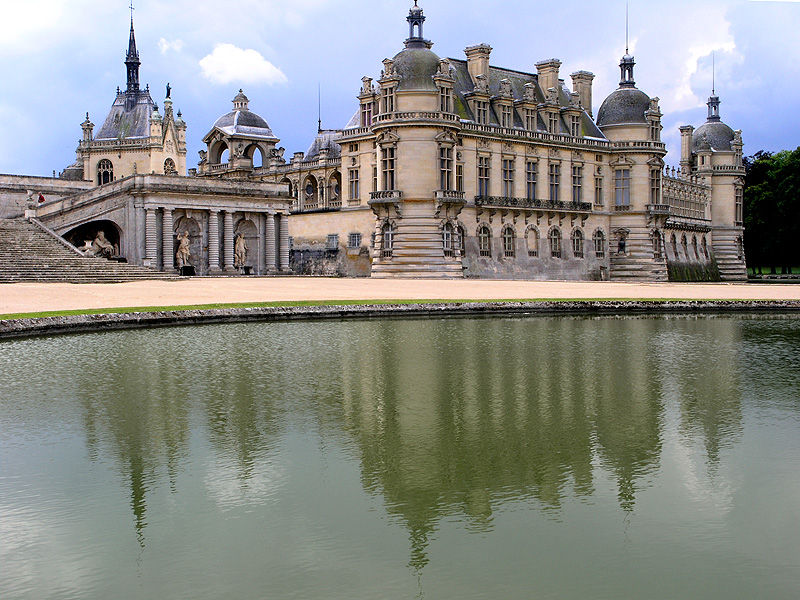
Castelo de Chantilly do Príncipe Luís de Bourbon

Durante as agitações da Fronda, Luís II adotou uma atitude ambígua. Primeiramente defendeu a Corte do menino Luís XIV de França sob a regência de sua mãe Ana da Áustria e do primeiro-ministro, o Cardeal Mazarino; depois, tomou partido contra Mazarino.
Seu apoio à rainha mãe permitiu, a princípio, a assinatura da Paz de Rueil. No entanto, em 1649, por rivalizar com o Cardeal Mazarino, tende para a Fronda.
Em 18 de Janeiro de 1650, ele, seu irmão (o Príncipe de Conti) e seu cunhado (o Duque de Longueville) foram jogados na prisão e sofreram uma detenção de treze meses.
Em 7 de Fevereiro de 1651, com a união das Frondas, Mazarino foge e liberta os príncipes. Condé toma o comando da Fronda dos Príncipes, apesar da maioridade de seu sobrinho-neto, Luís XIV. Negoceia com o Rei Filipe IV de Espanha e com o Lorde Protetor inglês, Oliver Cromwell.
Reúne tropas e marcha sobre Paris. Contra ele, Luís XIV, então com 14 anos, consegue conquistar o apoio do Turenne, que fica à testa das tropas reais e derrota o príncipe na Batalha de Bléneau (7 de Abril de 1652), em Étampes (Maio de 1652) e no Faubourg Saint-Antoine, em Paris.
Para permitir que seu primo se refugiasse dentro de Paris, a Duquesa Ana Maria Luísa de Orleães, duquesa de Montpensier ("La Grande Mademoiselle"), fez com que fossem disparados canhões contra as tropas reais.
Condé alcança a seguir o Condado da Flandres, passa para o lado espanhol e toma parte da Batalha das Dunas, em 1658, onde Turenne, à frente das tropas reais francesas, triunfa. O Tratado dos Pirenéus, de 1659, assegura-lhe o perdão real, proclamado em Aix-en-Provence, pouco antes do casamento de Luís XIV com a infanta Maria Teresa da Áustria.
Tendo reiniciado a guerra entre França e Espanha, Condé consegue novamente um comando nos exércitos do rei e conquista o Condado da Borgonha (atual Franco-Condado) aos Habsburgos espanhóis em três semanas de 1668.
Em 21 de Abril de 1671, recebe, durante três dias, o Rei Luís XIV, então com 33 anos, e 3 000 membros da Corte de Versalhes em seu Castelo de Chantilly onde dá uma festa faustosa e banquetes suntuosos organizados por François Vatel, com o objetivo de reconciliar-se e de obter a graça e os favores do rei, o que de fato aconteceu, já que Luís XIV necessita de seu apoio.
Novamente combate do lado dos exércitos reais de Turenne quando da Guerra da Holanda, iniciada em 1672, onde bate o Príncipe de Orange, Guilherme III da Inglaterra na Batalha de Seneffe (1674) e depois passa pela Alsácia para defender esta província contra Raimondo Montecuccoli, generalíssimo dos exércitos do Santo Império Romano-Germânico, após a morte de Turenne em 1675.
O rei o recebe com grande pompa do alto da grande escadaria de mármore, em meio a toda a Corte. Condé, sofrendo de reumatismo, tem dificuldade em subir a escadaria e faz com que Luís XIV tenha que esperar um pouco. Ao apresentar suas desculpas, ouve do rei as seguintes palavras de polidez: "Meu primo, quando se está carregado de louros como vós, só se pode caminhar com dificuldade".
Condé termina seus dias em seu Castelo de Chantilly, cercado por músicos e poetas, cultivando as letras e em conversas com Racine e Boileau. Seu filho, Henrique Júlio de Bourbon o sucede como 5.º Príncipe de Condé.
Durante toda a sua vida, Luís de Condé foi a alma do partido libertino. Voltaire recrimina como sinal de senilidade sua conversão à partido devoto durante seus últimos dois anos de vida. Com efeito, num sinal inequívoco desta conversão, Jacques-Bénigne Bossuet pronunciou sobre seu caixão uma oração fúnebre que permanece como obra-prima do gênero.